# Okolpania favorabilis
Okolpania favorabilis là một loài côn trùng trong họ Permithonidae thuộc bộ Neuroptera. Loài này được Novokshonov & Novokshonova miêu tả năm 1997.